# ジョシュ・シンガー
ジョシュ・シンガー（Josh Singer, 1972年 - ）は、アメリカ合衆国のテレビ脚本家、プロデューサーである。『ザ・ホワイトハウス』、『LAW & ORDER:性犯罪特捜班』、『ライ・トゥ・ミー 嘘は真実を語る』、『FRINGE/フリンジ』に参加した。2006年には全米脚本家組合賞にノミネートされた。

## 学歴
ペンシルベニア州フォートワシントンのアッパーダブリン高等学校に通い、大統領奨学生と国立メリット奨学生になった。大学はイェール大学を卒業した。マッキンゼー・アンド・カンパニーに勤務した後、ハーバード・ロー・スクールからJ.D、ハーバード・ビジネス・スクールからMBAを取得した。

## フィルモグラフィ

### テレビシリーズ
- ザ・ホワイトハウス The West Wing (2004-2006) 計26話脚本
- LAW & ORDER:性犯罪特捜班 Law & Order: Special Victims Unit (2007-2008) 計2話脚本、計19話製作
- ライ・トゥ・ミー 嘘は真実を語る Lie to Me (2009) 計4話脚本
- FRINGE/フリンジ Fringe (2009-2011) 計9話脚本

### 映画
- フィフス・エステート/世界から狙われた男 The Fifth Estate (2013) 脚本[4]
- スポットライト 世紀のスクープ Spotlight (2015) 脚本
- ペンタゴン・ペーパーズ/最高機密文書 The Post (2017) 脚本
- ファースト・マン First Man (2018) 脚本
- マエストロ: その音楽と愛と Maestro (2023) 脚本

### 著作
- 『ファースト・マン　オフィシャル・メイキング・ブック　ビジュアル＆スクリプトで読み解くデイミアン・チャゼルの世界』（DU BOOKS）

## 受賞
| 年   | 作品      | 映画賞                             | 賞     | 結果 |
| ---- | --------- | ---------------------------------- | ------ | ---- |
| 2015 | spotlight | 第41回ロサンゼルス映画批評家協会賞 | 脚本賞 | 受賞 |